# Imiełków
Imiełków – wieś w Polsce położona w województwie wielkopolskim, w powiecie tureckim, w gminie Tuliszków.
W latach 1975–1998 miejscowość administracyjnie należała do województwa konińskiego.
Najstarsza wzmianka o jej istnieniu pochodzi z 1391 roku, jednak już wcześniej na jej terenie znajdował się gród. 